# 12 디재스터
《12 디재스터》(12 Disasters)는 캐나다에서 제작된 스티븐 R. 먼로 감독의 2012년 SF 영화이다. 에드 퀸 등이 주연으로 출연하였다.

## 출연

### 주연
- 에드 퀸
- 마그다 아파노위즈
- 라이언 그랜댐

### 조연
- 앤드류 에어리
- 로아크 크릿크로
- 도넬리 로즈

## 같이 보기
- 크리스마스 영화 목록